# Instituto de Ciências e Tecnologia de Alimentos da Universidade Federal do Rio Grande do Sul
O Instituto de Ciência e Tecnologia de Alimentos, conhecido também pela sigla ICTA, é um Instituto especializado de ensino da Universidade Federal do Rio Grande do Sul. Instituído pelo Conselho Universitário da UFRGS em 29 de dezembro de 1958, tornando-se o primeiro em pesquisas científicas na área de alimentos no Brasil. O ICTA concentra sua atuação no aperfeiçoamento da tecnologia de processamento, armazenamento e distribuição, bem como no aprimoramento e padronização de métodos de controle de qualidade de produtos alimentícios.
Dentro deste princípio, o Instituto oferece à comunidade, além de suas funções como instituição de ensino e pesquisa, a prestação de serviço à indústria e outras entidades privadas e públicas, assessoria a projetos industriais conveniados com SEBRAE  (Serviço Brasileiro de Apoio às Micro e Pequenas Empresas), avaliação de processos e suporte técnico em geral vinculados à indústria de alimentos. Atuando  nas áreas de Engenharia de Alimentos , Engenharia Química, Nutrição, Farmácia, Agronomia, Química e Biomedicina.

## Curso de Graduação
O Curso de Engenharia de Alimentos tem como finalidade preencher as necessidades regionais de formação de recursos humanos para a indústria, instituições de ensino superior, órgãos de pesquisa e controle de alimentos, bebidas e afins. A formação em Engenharia de Alimentos deve atribuir ao profissional habilitação para exercer atividades técnicas, científicas e administrativas, desde a caracterização e controle de matérias-primas até a comercialização do produto final, bem como conhecimentos em controle, planejamento,projeto e desenvolvimento de produtos e processos para que alimentos de qualidade e inócuos sejam produzidos e/ou conservados com o objetivo de diminuir perdas, minimizar custos e suprir demandas em situações diversas.

## Programa de Pós-graduação
O Programa de Pós-graduação em Ciência e Tecnologia de Alimentos da UFRGS (PPGCTA / UFRGS) tem caráter essencialmente multidisciplinar e visa oportunizar a qualificação de recursos humanos multiprofissionais para atividades de ensino, pesquisa, desenvolvimento e inovação científica e tecnológica nos temas e problemas contemporâneos inerentes à Ciência e à Tecnologia de Alimentos. Esta proposta de trabalho se fundamenta nas demandas oriundas da realidade concreta local, regional ou nacional, compartilhadas com diferentes parceiros e interlocutores dentro e fora da Universidade.

## Ligações Externas
- UFRGS - Universidade Federal do Rio Grande do Sul
- Instituto de Ciência e Tecnologia de Alimentos da UFRGS
- https://www.facebook.com/ictaufrgs/